# Dasychira achatina
Dasychira achatina är en fjärilsart som beskrevs av Smith 1797. Dasychira achatina ingår i släktet Dasychira, och familjen tofsspinnare. Inga underarter finns listade i Catalogue of Life.